# 科馬爾卡爾科
科馬爾卡爾科（Comalcalco）是墨西哥的城市，由塔巴斯科州科馬爾卡爾科自治區負責管轄，位於該國東南部，距離首府比亞埃爾莫薩60公里，面積723平方公里，主要農產品有玉米、豆類、蔬菜、可可等，2005年人口39,865人。

## 外部連結
- .   [2012-07-01]. （原始内容存档于2010-01-18）. INEGI: Instituto Nacional de Estadística, Geografía e Informática（西班牙文）
- .   [2012-07-01]. （原始内容存档于2014-01-04）. Enciclopedia de los Municipios de México（西班牙文）
- Official Website Ayuntamiento de Comalcalco （页面存档备份，存于）（西班牙文）

18°16′48.29″N 93°12′6.31″W / 18.2800806°N 93.2017528°W